# Мост Фшайт
Мост Фшайт (алб. Ura e Fshajtë) или Святой мост (серб. Švanjski most / Швањски мост) — каменный мост 18 века с одной аркой в каньоне Белого Дрина в западном Косово. Он расположен в 19 километрах от города Джяковица между Джяковицей и городом Призрен. В высоту мост 22 метра, 7 метров в ширину и 70 в длину. Мост, как и каньон Белого Дрина, защищён юридически с 1986 года.

## История

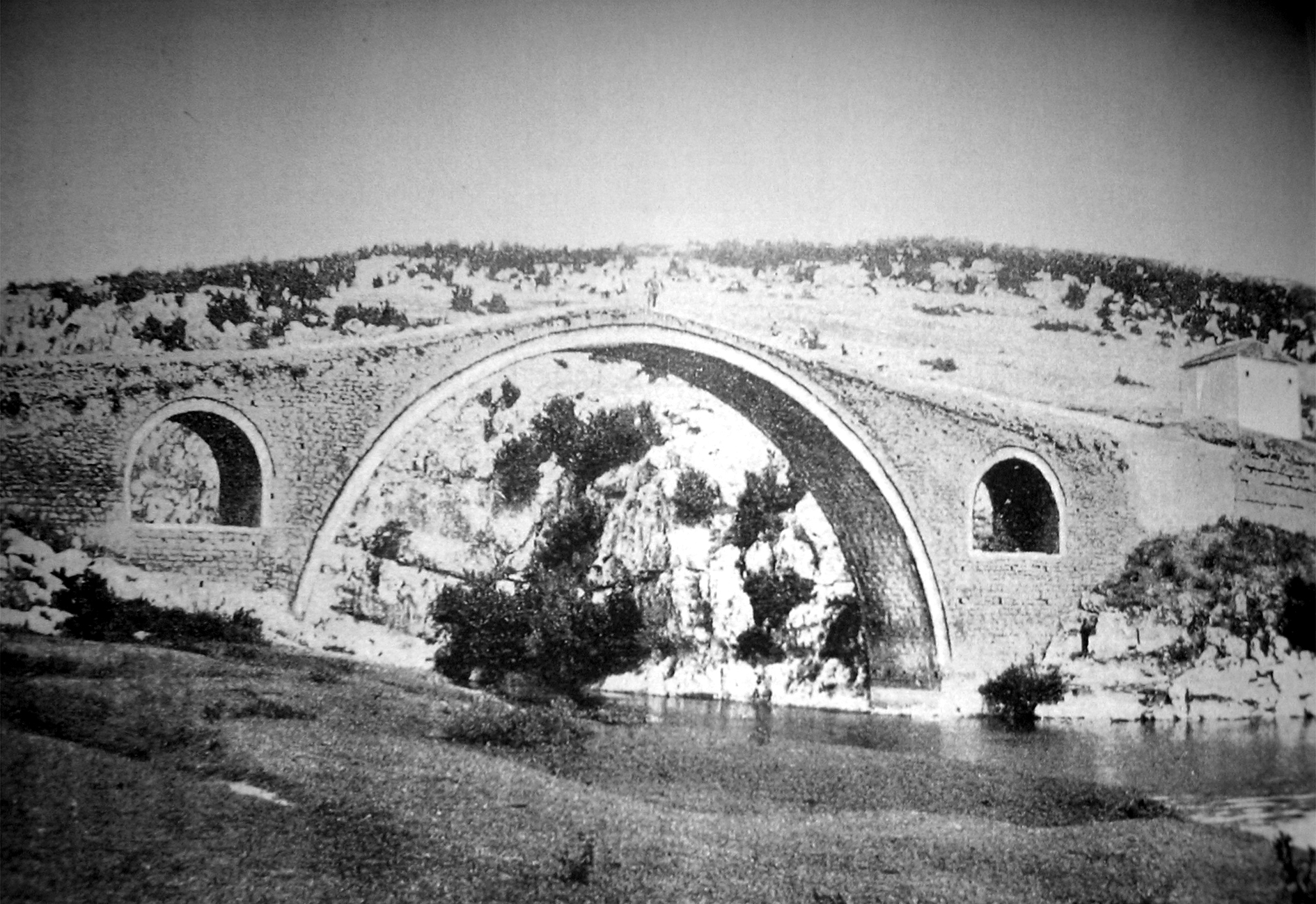
Старая фотография моста Фшайт

Мост Фшайт был возведён на реке Белый Дрин в 18 веке. В ходе Первой мировой войны мост был полностью разрушен, и был реконструирован заново в 1942 году. Во времена войны в Косово в 1999 году мост был серьёзно повреждён. Его починили силы KFOR. На сегодняшний день мост является ключевым транспортным путём между Джяковицей и Призреном.

## Туризм

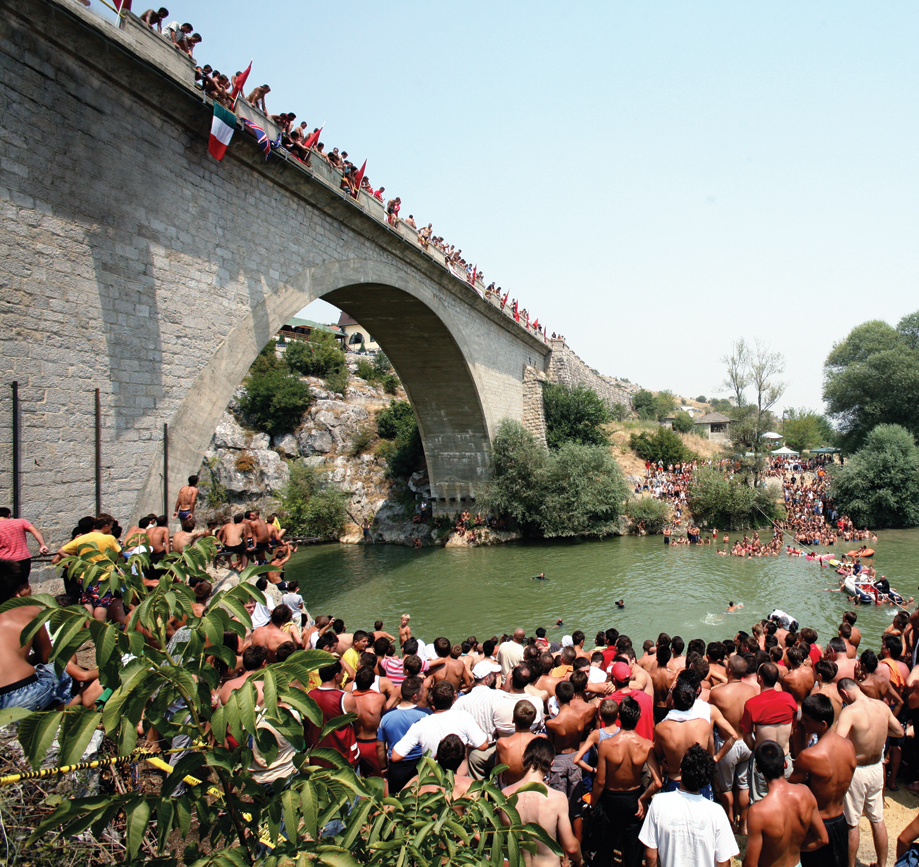
Люди занимаются хай-дайвингом

Расположенный в каньоне Белого Дрина мост стал известен у местных жителей и иностранных гостей. Рядом с мостом стоят две горы, первая называется Eagle Rock, а вторая — Skanderbeg Rock. На одной из них можно найти портрет Скандербега, национального героя Албании, его нарисовал Мехид Ивейси в честь 500-летия его смерти.
Традиционные соревнования по хай-дайвингу возобновились в 2014 году, впервые с 1999 года. В соревнованиях принимают участие как и местные, так и региональные конкурсанты.

## Галерея

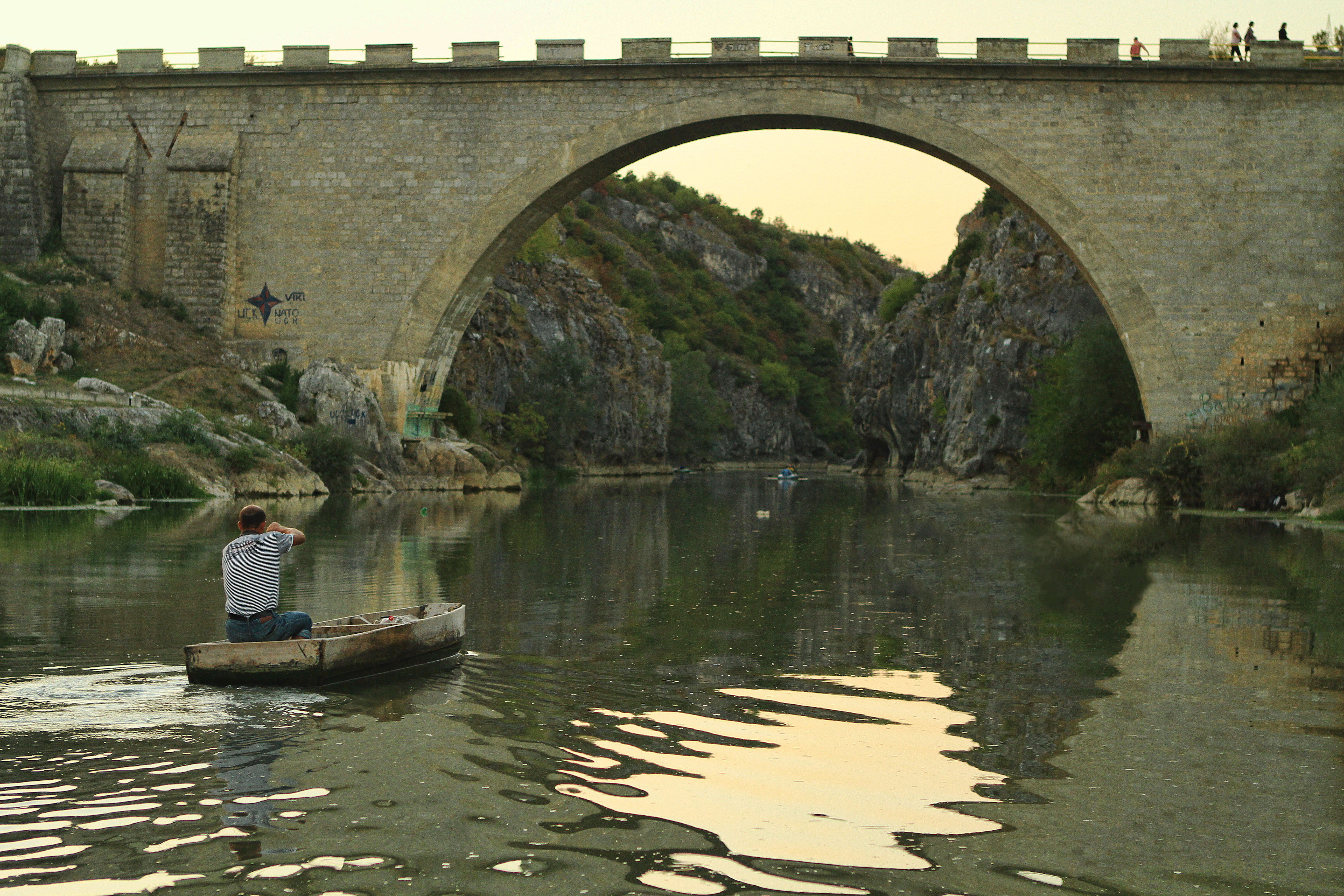
Лодка подплывает к арке моста
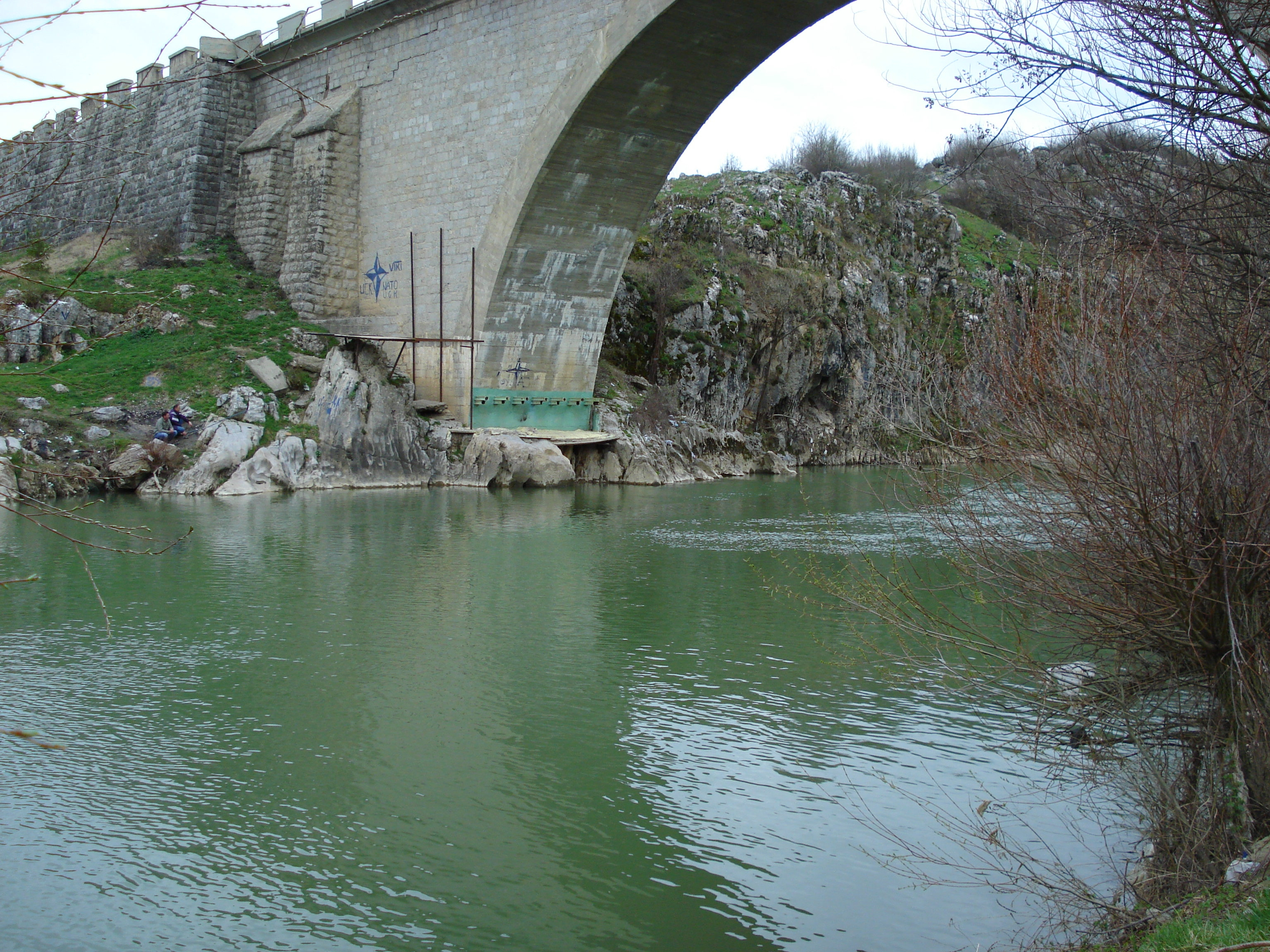
Вид на мост с нижнего берега
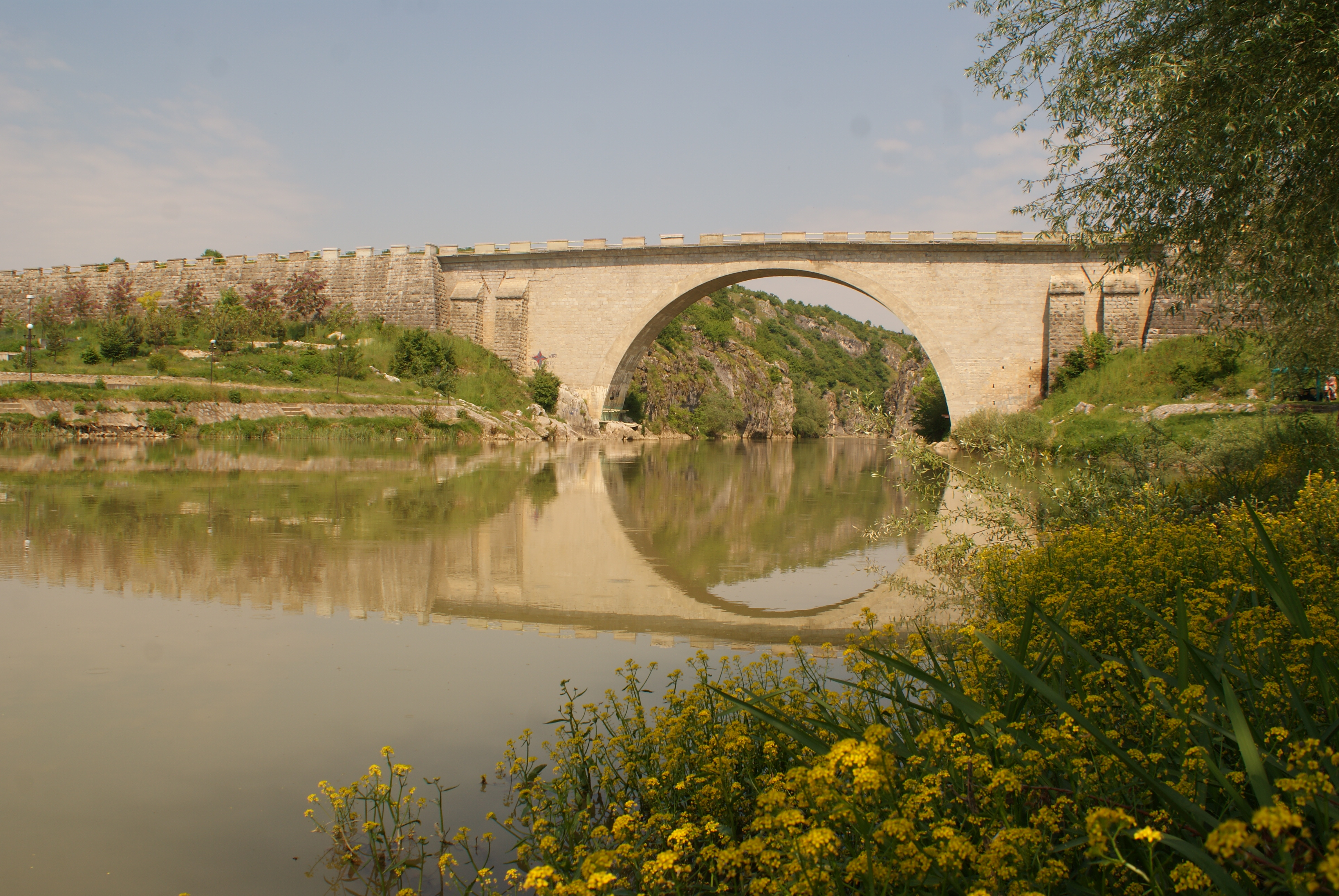
Вид моста с юго-востока
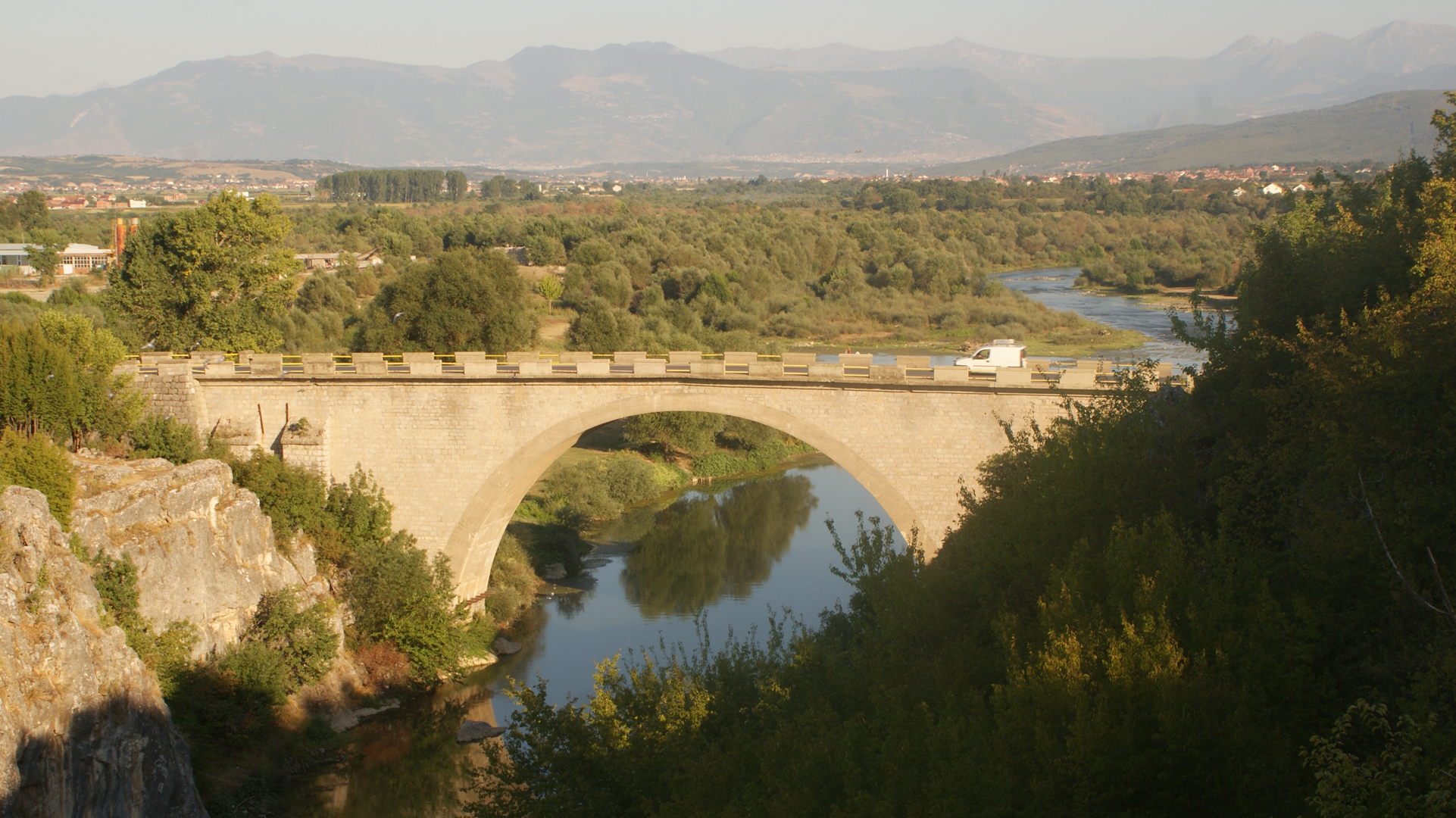
Вид моста с северо-запада